# Рафальсон, Яков Абрамович
Я́ков Абра́мович Рафальсо́н — советский и латвийский актёр театра и кино, заслуженный артист РСФСР.

## Биография
Родился Яков Рафальсон на Украине. В 1970 году окончил Ярославское театральное училище. Работал в Мичуринском, Воронежском, Севастопольском и Томском драматических театрах.
С 1991 года в труппе Рижского русского театра имени Михаила Чехова.
Некоторое время использовал сценический псевдоним Орлов.
2020 год — избран в Рижскую думу.

## Признание и награды
- Заслуженный артист РСФСР[6].
- Лауреат национальной театральной премии «Spelmanu nakts» в номинации «Лучший актёр 1996 года» за роль Капитана в спектакле «Пляска смерти».[3].
- Лауреат национальной театральной премии «Spelmanu nakts» в номинации «Лучший актёр 2001 года» за роль Скапена в спектакле «Плутни Скапена».
- В 2003 г. за заслуги перед Отечеством награждён Орденом Трёх звёзд.[7].
- В 2016 году награждён Почётной грамотой Кабинета Министров Латвии[8].

## Творчество

### Роли в театре

#### Томский театр юного зрителя
- «Стрелы Робин Гуда» — монах Тук[6]

#### Томский областной театр драмы
- «Рождество в доме синьора Купьелло» Режиссёр: Алла Кигель — синьор Купьелло[6]

#### Рижский русский театр имени Михаила Чехова
- «Мсье N» — Мсье
- «Люди и мыши» — Хозяин
- «Касатка» А. Н. Толстого — Абрам Желтухин
- «Грехопадение» — Рабло
- «Жених из Иерусалима» — Лейзер
- «Недосягаемая» — Доктор Корниш
- «Грехи Трины» — Рембениха
- «Самое главное» — Комик
- «Горячее сердце» А. Н. Островского — Градобоев
- «Пляска смерти» — Капитан
- «Весельчаки» — Вилли Кларк
- «Художники» — Мартелло
- «Случайная смерть анархиста» — Сумасшедший
- «Французские страсти на подмосковной даче» — Леонид Борисович
- «Онегин, добрый мой приятель» — Трике
- «Дибук» — Раби Шлоймере
- «Сирена и Виктория» — Константин
- «Плутни Скапена» — Скапен
- «Вишнёвый сад» А. П. Чехова — Гаев
- «Бесплодные усилия любви» — Дон Армадо
- «Великолепный рогоносец» — Бруно
- «Кода» — Иван Фёдорович Сучков
- «Голодранцы-аристократы» Эдуардо Скарпетта. Режиссёр: Паоло Эмилио Ланди — Феличе
- 2001 — «Ужин дураков» Франсис Вебер. Режиссёр: Роман Козак — Франсуа Перен
- 2004 — «Король и шут» Александра Борщаговского. Режиссёр: Феликс Дейч — Миха
- 2007 — «Рыжий король» Бабеля. Режиссёр: Владимир Золотарь — Фроим Грач
- 2012 — «Танго между строк» — Оскар Строк

#### Лиепайский театр
- 2006 — «За закрытой дверью» Жана-Поля Сартра[9]

### Фильмография
- 2000 — Страшное лето — Ханон Бубс
- 2006 — Хонка[10]